# Turraea boivinii
Turraea boivinii är en tvåhjärtbladig växtart som beskrevs av Henri Ernest Baillon. Turraea boivinii ingår i släktet Turraea och familjen Meliaceae. Inga underarter finns listade i Catalogue of Life.